# Ta Nei

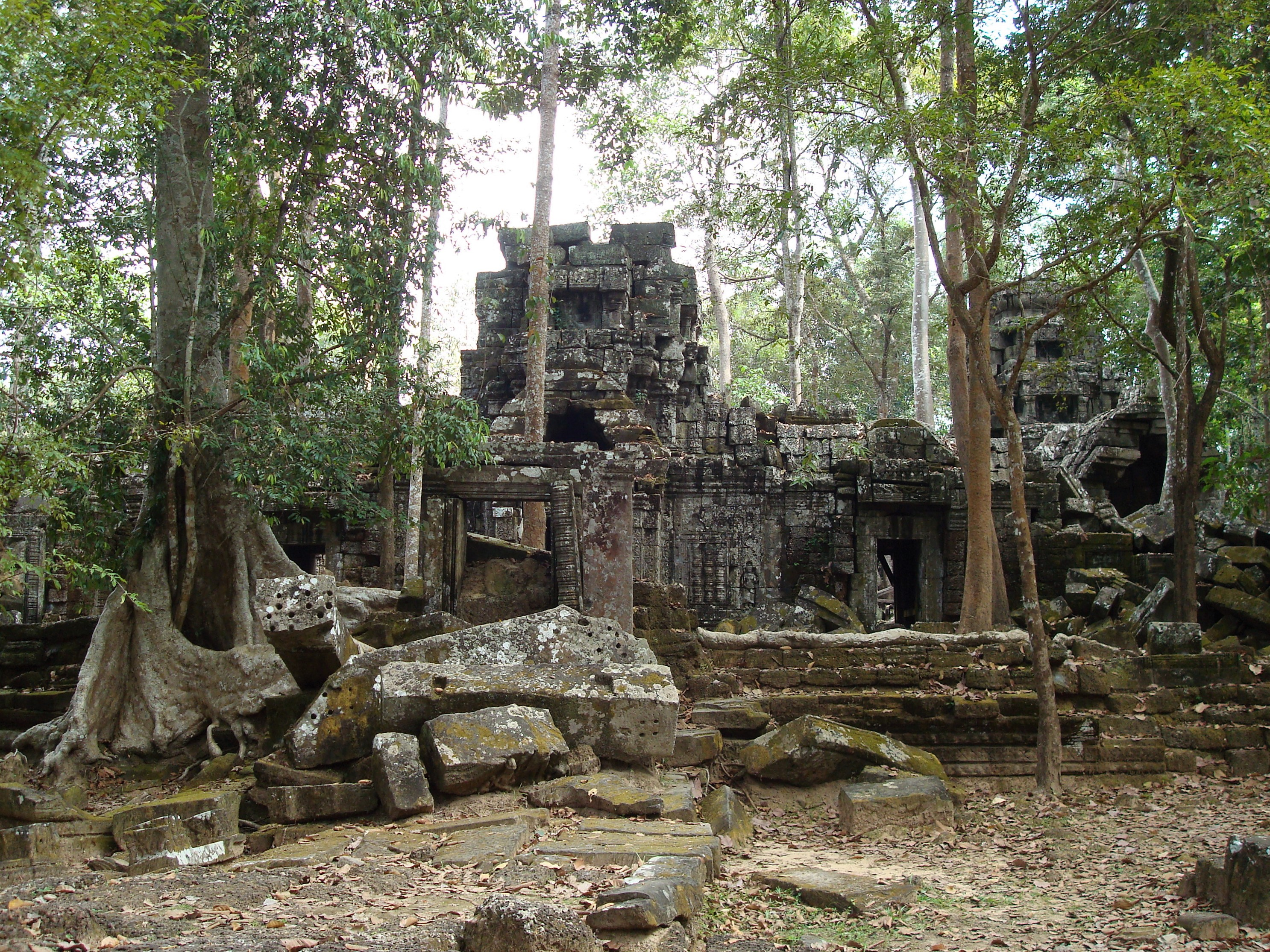
Westansicht Ta Nei mit Überresten des Gopurams des zweiten Mauerringes im Vordergrund und dem eigentlichen Tempel dahinter

Ta Nei ist eine buddhistische Tempelanlage im Archäologischen Park Angkor und somit Teil des Welterbes in Kambodscha.

## Geschichte

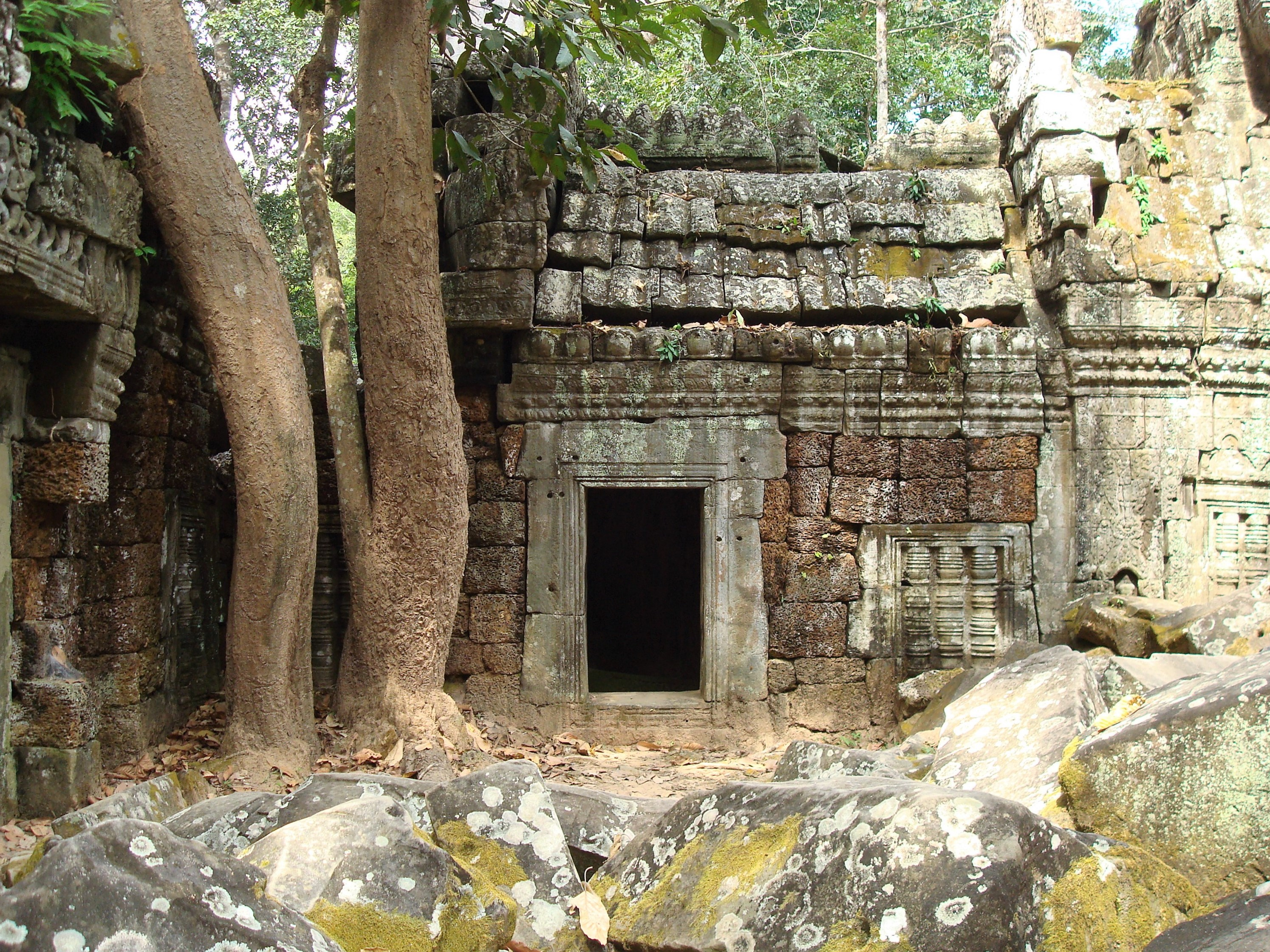
Im inneren Tempelbezirk

Ta Nei wurde im späten 12. Jahrhundert unter der Regentschaft von Jayavarman VII. im Bayon-Stil als buddhistischer Tempel etwa 200 m westlich des Östlichen Baray erbaut. Dies geht aus Inschriften hervor, die in Türlaibungen von Ta Nei gefunden wurden. Indravarman II. ließ den Tempel erweitern und neben dem östlichen Torturm, dem Gopuram, auch welche in den anderen Richtungen des ersten Mauerrings errichten. Der eigentliche Tempel hatte eine Grundfläche von 35 × 26 m und wurde dann in einem ersten Schritt 11 m nach Osten ausgebaut, so dass dort heute der erste und zweite Mauerring identisch sind. Dadurch rückte das östliche Gopuram des ursprünglich ersten Mauerrings in den inneren Tempelbezirks, wo es isoliert steht. In einem weiteren Schritt entstand der heutige zweite Mauerring, der eine Grundfläche von 55 × 47 m einnimmt und den eigentlichen Tempelbezirk markiert. Der dritte Mauerring, der von Osten nach Westen 190 m lang ist, blieb wahrscheinlich unvollendet. Von ihm sind die Gopuram im Osten und Westen im Bayon-Stil der Spätphase erhalten, womit sie jüngeren Datums als das restliche Ta Nei sind und sich von der Gestaltung her etwas abheben.

## Architektur

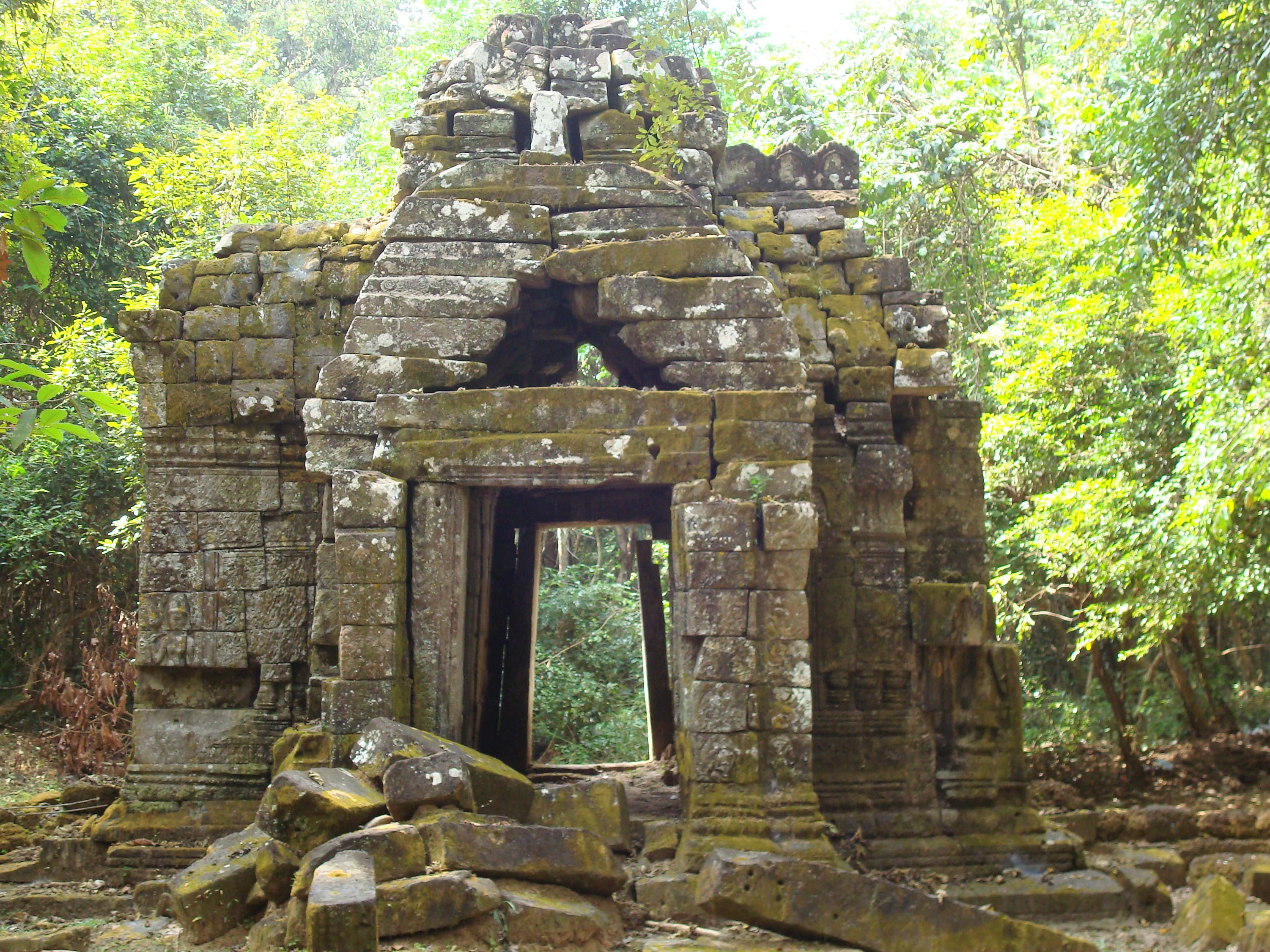
Westliches Gopuram des dritten Mauerringes

Ta Nei wird von drei Mauerringen umgrenzt, wobei der dritte Mauerring bis auf die Gopuram im Osten und Westen kaum erhalten ist. Die aus Sandstein gebauten Tortürme haben einen kreuzförmigen Grundriss, der von einem Tonnengewölbe überspannt wird. Sie sind eher einfach gestaltet mit Rankwerk als Ornamenten und Blindfenstern mit Gardinen als Steinreproduktion, die von Devas flankiert werden. Das Innere umläuft als schmückendes Element ein Gesims.
Nördlich und südlich des inneren Tempelbezirks, zwischen zweitem und dritten Mauerring, ist jeweils ein rechteckiges Wasserbassin von 123 m Länge angelegt.